# Walter Bright
Walter Bright (1957) è un programmatore statunitense, noto per avere inventato il linguaggio di programmazione D.

## Biografia
Walter Bright inizia a scrivere i primi programmi per schede perforate dalle scuole superiori. Mentre è iscritto all'università, inizia a collaborare con la Mattel per la realizzazione di  videogiochi. Sempre durante il periodo universitario, crea il videogioco Empire. Laureato in ingegneria meccanica, viene assunto dalla Boening con l'incarico di progettare una parte della componentistica dei modelli 757. Nel contempo continua a dedicarsi alla programmazione e, col fine di migliorare Empire, sviluppa il linguaggio di programmazione D nel 1999.